# Daniel Hermann (Eiskunstläufer)
Daniel Felix Hermann (* 12. Oktober 1986 in Wuppertal) ist ein ehemaliger deutscher Eistänzer und heute Vizepräsident der Deutschen Eislauf-Union (DEU). Zusammen mit seiner Schwester Carolina Hermann ist er Deutscher Meister des Jahres 2009 im Eistanz.

## Leben
Die ersten Kenntnisse im Eiskunstlauf erlangten die Geschwister im Jahre 1991, erst auf einem zugefrorenen Teich in der Nähe des Elternhauses, später in der Eishalle in Solingen. 1994 traten sie dem Solinger Turnerbund bei.
Ursprünglich trainierten beide für den Einzellauf, erst 1997 wechselten sie als Tanzpaar ans Landesleistungszentrum Dortmund, wo sie zunächst von Oleg Ryjkin trainiert wurden; dessen Nachfolger waren Vitali Schulz (Trainer) und Rostislaw Sinizyn (Choreograph). Zusätzlich wurde das Paar von Bundestrainer Martin Skotnický betreut. Die Geschwister Hermann starteten für den ERC Westfalen Dortmund.
Als Daniel Hermann in der Saison 2008/2009 ein Semester in Vancouver studierte, trainierte das Paar bei Victor Kraatz und dessen Frau Maikki Uotila-Kraatz.
Bei den Europameisterschaften 2009 in Helsinki belegten sie den 12. Platz und qualifizierten sich damit für die Weltmeisterschaften in Los Angeles, wo sie den 17. Platz erreichten. Damit sicherte das Team Deutschland einen Quotenplatz für die Olympischen Spiele in Vancouver.
Im Jahr 2010 trainierte das Paar bei Muriel Zazoui und Romain Haguenauer in Lyon; wieder zurück in Deutschland anschließend bei René Lohse in Berlin.
Im Sommer 2013 beendeten die Geschwister die gemeinsame Karriere wegen der Knieprobleme von Carolina Hermann.
Daniel Hermann hat inzwischen sein Studium der Betriebswirtschaftslehre abgeschlossen und arbeitet bei der adidas AG. Zusätzlich ist er weiterhin ehrenamtlich als Preisrichter tätig, seit 2014 ist er Mitglied der Athletenkommission im Deutschen Olympischen Sportbund.
Von 2017 bis 2018 war Hermann Mitglied im Aufsichtsrat der Deutschen Sporthilfe. Zudem hat er die Gründung von Athleten Deutschland e. V. in den Jahren 2014–2018 aktiv mitgestaltet.
Daniel Hermann legte seine Rolle als Aktivensprecher der Deutschen Eislauf-Union, die er seit 2010 innehatte, im Jahr 2015 nieder, nachdem Peter Liebers und Jennifer Urban gewählt worden waren.
Im Jahr 2018 legte Hermann alle weiteren Ämter im deutschen Sport nieder, da er aus beruflichen Gründen nach Shanghai zog.
Nach einer internen Führungskrise der DEU wurde Daniel Hermann im Oktober 2022 zum Vizepräsidenten gewählt. Er ist für die Bereiche Sportförderung und Athletenmanagement verantwortlich.

## Erfolge/Ergebnisse
(mit Carolina Hermann)

| Wettbewerb/Wintersaison     | 2001/02 | 2002/03 | 2003/04 | 2004/05 | 2005/06 | 2006/07 | 2007/08 | 2008/09 | 2009/10 | 2010/11 | 2011/12 |
| --------------------------- | ------- | ------- | ------- | ------- | ------- | ------- | ------- | ------- | ------- | ------- | ------- |
| Olympische Winterspiele     | –       |         |         |         | –       |         |         |         | –       |         |         |
| Weltmeisterschaften         | –       | –       | –       | –       | –       | –       | –       | 17.     | 22.     | –       | –       |
| Europameisterschaften       | –       | –       | –       | –       | –       | –       | –       | 12.     | –       | –       | –       |
| Juniorenweltmeisterschaften | –       | –       | –       | –       | –       | 10.     | –       | –       | –       | –       | –       |
| Deutsche Meisterschaften    | 4.N     | 3.N     | 4.J     | 2.J     | 2.J     | 1.J     | 3.      | 1.      | 2.      | –       | 3.      |
| Skate Canada                | –       | –       | –       | –       | –       | –       | 8.      | –       | 7.      | –       | –       |
| Nebelhorn Trophy            | –       | –       | –       | –       | –       | –       | 5.      | 7.      | 11.     | –       | –       |
| Rostelecom Cup              | –       | –       | –       | –       | –       | –       | –       | –       | 9.      | –       | –       |

- N = Nachwuchs, J = Junioren
- Quelle: [3], wo nicht anders angegeben